# Brenda Vaccaro
Brenda Buell Vaccaro (Brooklyn, Nueva York, 19 de noviembre de 1939) es una actriz de cine, televisión y teatro estadounidense.

## Primeros años
Vaccaro nació en Brooklyn (Nueva York), en una familia de origen italiano, hija de Christine M. y Mario A. Vaccaro, el dueño de un restaurante. Se crio en Dallas (Texas), donde sus padres fundaron en 1943 el Mario's Restaurant, y donde se graduó de la Thomas Jefferson High School.
A los 17 años, regresó a la ciudad de Nueva York para estudiar actuación bajo la tutela de Sanford Meisner en el Neighborhood Playhouse, e hizo su debut en Broadway con la comedia Everybody Loves Opal en 1961, por la que ganó un premio Theatre World.

## Carrera

### Cine
Vaccaro trabajó, junto a Dustin Hoffman y a Jon Voight, en la película Midnight Cowboy, de 1969. En 1976, fue candidata a un Premio Oscar en la categoría de mejor actriz de reparto, y ganó el Globo de Oro a la mejor actriz de reparto, por su papel en la película Once Is Not Enough, de 1975, protagonizada por Kirk Douglas, y participó en el filme de catástrofe Aeropuerto 77, dentro de un extenso reparto de estrellas, que incluía a James Stewart, Jack Lemmon, Lee Grant, Olivia de Havilland y Christopher Lee, entre otros.
En 1981, participó en una popular comedia sobre el personaje de El Zorro, Zorro, the Gay Blade, con George Hamilton, y en 1984, en la película Supergirl, junto a Faye Dunaway y Peter O'Toole. En 1989 trabajó en Diez negritos, adaptación de una novela de Agatha Christie, junto a figuras veteranas como Donald Pleasence y Herbert Lom. En 1996, tuvo un papel en El amor tiene dos caras, dirigido por Barbra Streisand, que contó con la participación de Lauren Bacall.

### Teatro
Como consumada intérprete teatral, en Broadway representó el papel original de Cynthia en la obra How Now, Dow Jones y ha sido nominada a tres Premios Tony a la mejor actriz. Ha intervenido, entre otros montajes, en Jake's Women (1992), de Neil Simon.
También ha tenido participaciones episódicas en numerosas series de televisión, como El fugitivo, Colombo, Las calles de San Francisco, Vacaciones en el mar, The Golden Girls, Friends y, más recientemente, Gypsy.

## Vida privada
Vaccaro convivió durante siete años en su juventud con el también actor Michael Douglas. Actualmente está divorciada de su último esposo y vive en Nueva York.

## Filmografía
| Año  | Título                                      | Papel              | Notas                                   |
| ---- | ------------------------------------------- | ------------------ | --------------------------------------- |
| 1969 | Where It's At                               | Molly Hirsch       |                                         |
| 1969 | Midnight Cowboy                             | Shirley            |                                         |
| 1970 | I Love My Wife                              | Jody Burrows       |                                         |
| 1971 | Going Home                                  | Jenny              |                                         |
| 1972 | Summertree                                  | Vanetta            |                                         |
| 1975 | Once Is Not Enough                          | Linda Riggs        |                                         |
| 1976 | Death Weekend                               | Diane              | También conocida como House by the Lake |
| 1977 | Capricorn One                               | Kay Brubaker       |                                         |
| 1977 | Airport '77                                 | Eve Clayton        |                                         |
| 1979 | Fast Charlie... the Moonbeam Rider          | Grace Wolf         |                                         |
| 1980 | The First Deadly Sin                        | Monica Gilbert     |                                         |
| 1981 | Zorro, The Gay Blade                        | Florinda           |                                         |
| 1984 | Supergirl                                   | Bianca             |                                         |
| 1985 | Water                                       | Dolores Thwaites   |                                         |
| 1988 | Heart of Midnight                           | Betty              |                                         |
| 1989 | Ten Little Indians                          | Marion Marshall    |                                         |
| 1989 | Cookie                                      | Bunny              |                                         |
| 1990 | Lethal Games                                | Stella Hudson      |                                         |
| 1991 | Masque of the Red Death                     | Elaina Hart        |                                         |
| 1994 | Love Affair                                 | Nora Stillman      |                                         |
| 1996 | The Mirror Has Two Faces                    | Doris              |                                         |
| 2002 | Sonny                                       | Meg                |                                         |
| 2003 | Charlotte's Web 2: Wilbur's Great Adventure | Mrs. Hirsch        | Voz                                     |
| 2005 | Boynton Beach Club                          | Marilyn            |                                         |
| 2016 | Kubo and the Two Strings                    | Kameyo             | Voz                                     |
| 2017 | The Clapper                                 | Ida Krumble        |                                         |
| 2017 | 30-Love                                     | Hellen             |                                         |
| 2019 | Once Upon a Time in Hollywood               | Mary Alice Schwarz |                                         |
| 2025 | Burt                                        | Patty Green        |                                         |
| 2025 | Nonnas                                      | Antonella          |                                         |

## Premios y distinciones
Premios Óscar
| Año  | Categoría                          | Película         | Resultado |
| ---- | ---------------------------------- | ---------------- | --------- |
| 1976 | Oscar a la mejor actriz de reparto | Una vez no basta | Nominada  |